# Aaron
Aaron o Aaró (hebreu: אַהֲרֹן בן-עַמְרָם, Ahărōn ben Amrām‎; àrab: هارون بن عمران, Hārūn ibn ʿImrān) (antic Egipte, 1396 aC – Djebel Haroun, 1274 aC) fou, segons la Biblia i l'Alcorà, el germà gran de Moisès i un col·laborador clau per dur el poble hebreu a la terra promesa. Segons una tradició fou rival de Moisès en rebel·lar-se contra aquest, mentre que segons una altra tradició fou el primer summe sacerdot d'Israel.

## Biografia segons la tradició bíblica
En el capítol sisè de l'Èxode, s'explica que Aaron era fill d'Amram i era el germà 3 anys més gran que Moisès. La seva mare es deia Joquèbed i era filla de Leví i tia del seu espòs Amram. Prengué per muller Elixeba, filla d'Amminadab i tingueren quatre fills: Nadab, Abihú, Eleazar (successor d'Aaron com a summe sacerdot d'Israel) i Itamar.
Un dia, quan tenia vuitanta-tres anys, sentí una veu que li demanà que anés a trobar-se amb el seu germà, que vivia exiliat d'Egipte. Després del retrobament, tornaren junts cap al país del Nil amb la missió d'alliberar el poble d'Israel, que vivia com a esclau dels egipcis.
En arribar es van presentar als ancians d'Israel i després van demanar audiència al faraó. Van pregar-li que deixés lliure el poble hebreu. El faraó s'hi negà i Aaron llançà als seus peus el bastó de Moisès i aquest es convertí en una serp. Els mags egipcis llançaren també dos bastons a terra que es convertiren en dues serps. Resultà, però, que la serp d'Aaron es menjà les altres dues. Amb tot, el faraó els negà la sortida i els imposà treballs encara més durs.
Fou el portaveu de Moisès davant el faraó per fer sortir el poble d'Israel d'Egipte, davant d'ell va fer alguns prodigis amb la seva vara, i provocà les deu plagues d'Egipte.
Mentre Moisès era al Sinaí, va cedir davant alguns rebels i organitzà la fosa del Vedell d'Or per al culte idolàtric.
Després de la construcció de l'Arca de l'Aliança, i el Tabernacle, tant ell com els seus fills van ser ordenats sacerdots. Els seus fills Nadab i Abihú, però, incompliren una norma en els rituals i foren morts pel foc diví del temple.
Per voluntat de l'Altíssim manifestada a Moisès, cadascuna de les dotze tribus d'Israel hagué de dipositar una vara en el Tabernacle de l'Aliança; però l'endemà només la d'Aaró, és a dir la de la Casa de Leví, havia donat brots, flors i, finalment, ametlles. Després, Moisès prengué les vares, les mostrà al poble i, tot seguit, cada cap de tribu recollí la seva, tret de la branca d'ametller que la desaren en l'interior de l'Arca de l'Aliança. Segons Sant Ambrosi, tot el temps que hi romangué es mantingué tendra i curulla de fruits. Atesa la transformació miraculosa de la seva vara en un ametller va ser declarat summe sacerdot hereditari.
Quan arribaren als límits amb el país d'Edom, van pujar a la muntanya Or, Moisès, Aaron i el seu fill Eleazar. Allà dalt, davant de tot el poble, Aaron traspassà els seus poders al seu fill. Després, s'acomiadà del seu germà i pujà al cim, on morí. La tradició jueva difereix d'aquesta visió i esmenta que Moisès i Aaron van pujar cap al cim de la muntanya. Un cop allí, va obrir-se una cova il·luminada per àngels, van entrar-hi i van trobar un llit en el qual Moisès feu jeure el seu germà. Després Moisès va sortir de la cova, que va tancar-se a la seva esquena, i l'ànima d'Aaron fou duta cap al cel.
Tenia 123 anys i no li fou permesa l'entrada a la Terra promesa, atesa la condemna que pesava damunt ell per haver fabricat el Vedell d'Or.

## Crítica
Els fets d'Aaron són presentats de manera molt diferent pels seus successors (els sacerdots aaronites) i pels religiosos de Shiloh, que no volien que cap figura fes ombra a Moisès. Aquesta pugna és present a la Bíblia en diferents passatges i és un dels trets que intenta explicar la hipòtesi documental, que explica que els llibres són el fruit de diversos textos; en uns es presenta a Aaron com prodigiós (per la vara, pel seu paper sempre al costat del seu germà) i en altres es ressalta la seva complicitat amb la idolatria o el dubtós paper de la seva família (especialment Mariam i els seus fills).

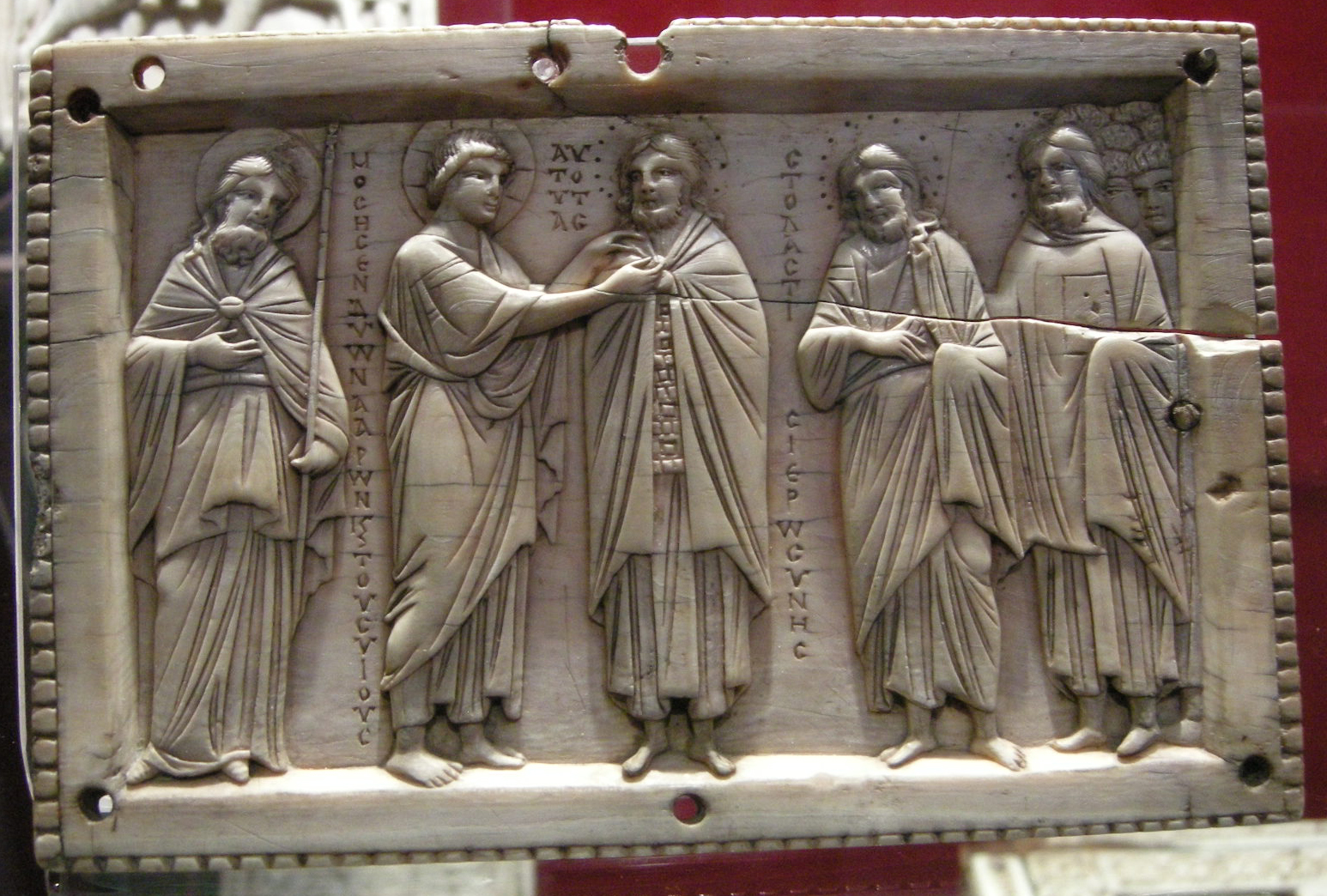
Fragment d'un díptic romà d'Orient d'ivori, amb Aaró i els seus fills (Bolonya, Museo civico medievale)
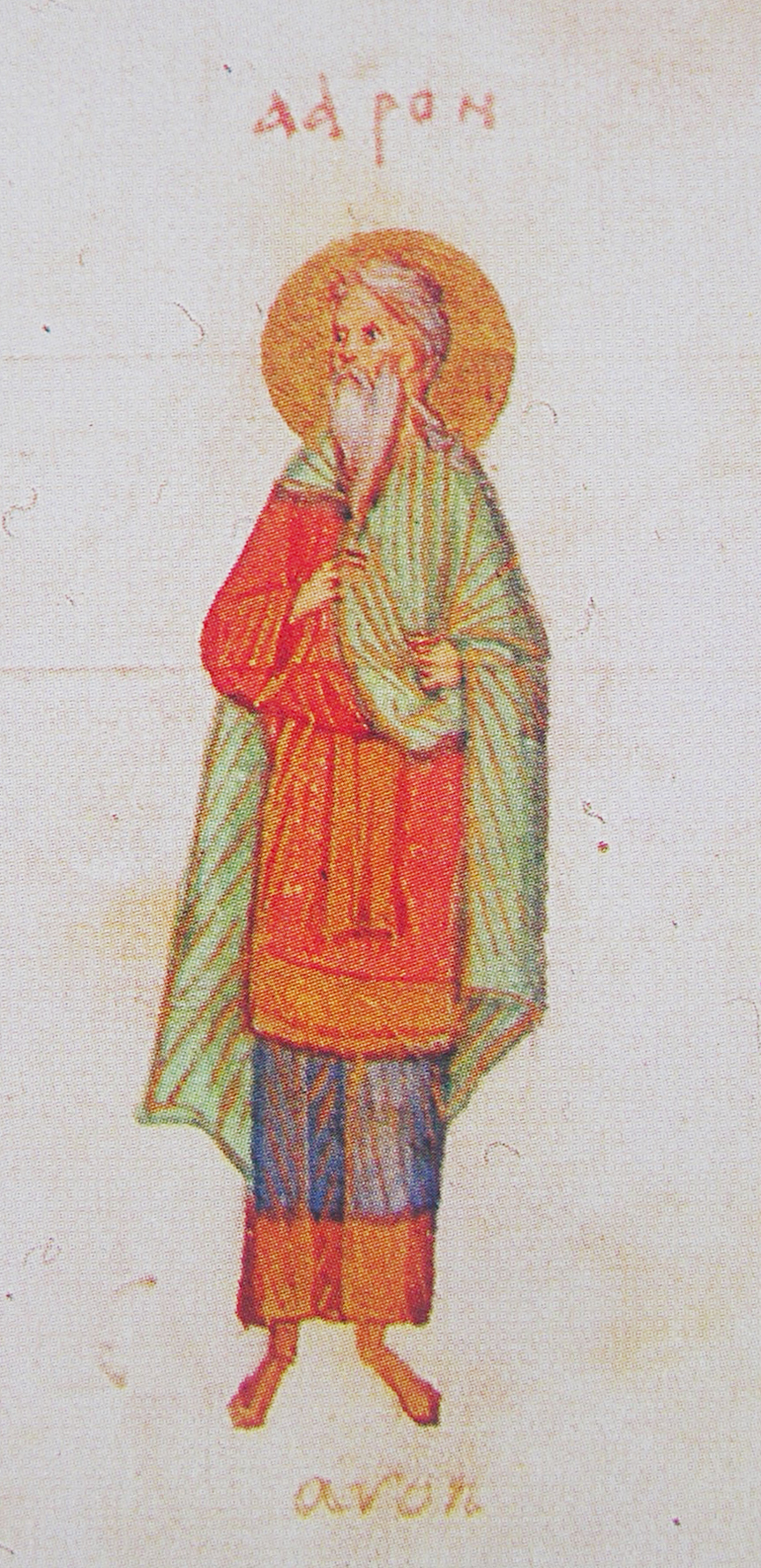
Miniatura del Saltiri de Kíev, 1397
Qubba al cim del Jàbal Harun, amb la tomba d'Aaron, segons la tradició islàmica

## Aaron en la tradició islàmica
Dins l'islam, Aaron, anomenat Harun, és considerat un profeta. A l'Alcorà hi apareix com a germà de Mussa, és a dir Moisès (7,142; 20,29). Amb aquest, fou enviat davant del Faraó per tal de negociar la sortida dels israelites d'Egipte (20,30; 44,23; 23,47; 25,37; 28,34; 10,76). En l'episodi del Vedell d'Or, no va poder impedir que el seu poble l'adorés (20,92; 7,138; 2,48; 4,152). En un verset alcorànic és considerat el germà de Màryam, mare d'Issa, és a dir de Maria, mare de Jesús, esment que ha provocat un fort debat entre els teòlegs musulmans.
La tradició recull que, quan el Faraó el va despullar, l'àngel Jibril (Gabriel) el va cobrir amb una capa feta de dotze peces de tela de colors diferents, cadascun d'ells amb el nom d'una de les tribus d'Israel.
Una llegenda explica la seva mort. Un dia, acompanyat del seu germà Mussa, va veure una cova d'on brollava una gran llum. Hi entraren tots dos i hi trobaren un tro d'or destinat a aquell que en tingués la talla. Com que el tro era massa petit per a Mussa, Harun s'hi va seure i immediatament l'àngel de la mort li va prendre l'ànima. Aleshores tenia 127 o 120 anys, segons diverses tradicions, i era tres anys més gran que el seu germà. En tornar amb els israelites, Mussa fou acusat per aquests d'haver mort Harun, però aleshores s'aparegueren al cel uns àngels que duien el fèretre de Harun i que van proclamar la innocència de Mussa.
Amb relació a la seva sepultura, conflueixen dues tradicions. Una recull que hauria estat enterrat a Tur Harun (Mont Aaron), que és la muntanya de Moab, al costat del Tur Sina (Mont Sinaí), a la cova on hauria trobat la mort, dipositat senzillament al sol de la cova. Segons aquesta tradició, algunes nits a l'entrada de la cova se sentiria un enorme brogit que faria tremolar. Una altra tradició, en canvi, situa la tomba d'Aaron al Jàbal Harun, prop de Petra, a Jordània, al cim del qual hi ha un santuari o qubba.